# Srpski Pokret Obnove
Die Srpski Pokret Obnove (serbisch-kyrillisch Српски покрет обнове für Serbische Erneuerungsbewegung), kurz SPO, ist eine monarchistische Partei in Serbien. Gegründet wurde die Partei 1990 von Vuk Drašković und Vojislav Šešelj. Die Partei ist für die Einführung der Parlamentarischen Monarchie sowie für den Eintritt Serbiens in die EU und NATO.

## Wahlergebnisse
Bei den Parlamentswahlen am 9. Dezember 1990 erhielt die SPO 7,6 % der Stimmen und 19 Sitze im Parlament.
1992 nahm sie in einer Koalition mit der DEPOS bei den Wahlen teil und erhielt 20 % der Stimmen und 50 Sitze, von denen 45 an die SPO gingen.
1993 erreichte sie mit der DEPOS 18 % und 45 Sitze, von denen 40 der SPO zufielen.
Bei den Wahlen 1997, an der sie allein teilnahm, erreichte sie 18 % und 45 Sitze. In diesem Jahr verließen einige Mitglieder die Partei und gründeten die Partei Nova Srbija (Neues Serbien).
2000 kam die Partei mit 3,3 % der Stimmen nicht über die Mindestgrenze und war nicht im Parlament präsent.
Am 28. Dezember 2003 koalierte sie mit der Partei Nova Srbija und erreichte bei den Parlamentswahlen 7,7 % der Stimmen und 22 Sitze, von denen 13 an die SPO gingen.
Ende 2004 kam es zu einem Zerwürfnis innerhalb der Partei, als diese darauf drängte, dass aus der Polizei die alten Helfer von Slobodan Milošević entfernt werden. Neun Parlamentsabgeordnete verließen die Partei und gründeten die SDPO (Srpski Demokratski Pokret Obnove).
Zu den Wahlen im Januar 2007 trat die Partei allein an, konnte aber keine Sitze im Parlament erobern. Bei den Wahlen 2008 erreichte sie als Teil der von der Demokratischen Partei angeführten Koalition „Für ein europäisches Serbien“ 4 Sitze.
Die Partei nimmt auch an Kommunalwahlen in Bosnien und Herzegowina teil, allerdings mit relativ geringem Erfolg. Ihre Hochburgen liegen in der östlichen Herzegowina.